# Produzione paritaria
La produzione paritaria basata su beni comuni, dall'inglese Commons-based peer production (CBPP), è il nome di un modello produttivo inizialmente descritto nel saggio Wikinomics di Don Tapscott e Anthony D. Williams, e poi teorizzato dall'economista Yochai Benkler della Scuola di legge di Harvard,  per descrivere una pratica socio-economico di produzione nel quale numerose di persone operano guidate dal principio della cooperazione, tramite la rete, questi i progetti hanno una organizzazione gerarchica meno rigida e più informale rispetto ai modelli di business tradizionali.
Una delle più importanti caratteristiche della produzione paritaria basata su beni comuni, è che la sua finalità non è a scopo di lucro. e spesso i progetti non prevedono un compenso per i loro collaboratori. Ad esempio, la condivisione gratuita su di un file STL per la progettazione di un qualsiasi oggetto, permette a chiunque abbia un accesso ad internet e a una stampante 3-D di replicarlo digitalmente, risparmiando sul costo del progetto.

## Origine del termine
Il termine fu introdotto da Benkler per la prima volta nel 2002 nel suo articolo "Coase's Penguin, or Linux and the Nature of the Firm". Il titolo si riferisce alla mascotte di Linux e a Ronald Coase, che per primo teorizzò l'economia dei costi di transizione, che fornisce il modello su cui Benkler si basa per la sua analisi della produzione paritaria. L'articolo cita Eben Moglen come ideatore del concetto.
Benkler nel 2006 ha rielaborato significativamente la sua definizione di produzione paritaria basata su beni comuni nel suo libro La ricchezza della rete. La produzione sociale trasforma il mercato e aumenta le libertà.

## Caratteristiche
Il concetto di produzione paritaria (P2P o peer-to-peer, in inglese), è un tipo di relazione sociale non gerarchica e non coercitiva. Ciò consente un nuovo modo di produzione che utilizza le infrastrutture tecnologiche con lo scopo di crescere o diffondersi.
Si tratta di una nuova modalità di creazione e distribuzione di valore tramite un sistema sociale auto-organizzato con una gestione delle risorse a lungo termine, che vuole conservare dei valori e una identità comune, e una minima dipendenza dal governo e dai mercati tradizionali. Il suo funzionamento poggia su tre componenti: una risorsa, una comunità che se ne prende cura, e un insieme di regole che vigilano sulla risorsa e sulla comunità stessa.
I vantaggi di questo tipo di struttura rispetto a una gerarchica sono principalmente due:
1. La produzione tra pari consente alle persone di assegnarsi dei compiti adatti alle proprie capacità, competenze e interessi. La collaborazione genera contenuti dinamici che riflettono le abilità individuali e la "variabilità della creatività umana".
2. Questa variabilità porta ad un rendimento crescente in relazione al numero di persone, risorse e progetti che possono essere realizzati senza la necessità di un contratto o di altri fattori che consentano il corretto utilizzo della risorsa per un progetto.[6]

Don Tapscott e Anthony D. Williams, nel loro libro Wikinomics, offrono un loro punto di vista sul meccanismo dell'incentivo che sta dietro alla produzione paritaria collettiva:
(Wikinomics: How Mass Collaboration Changes Everything)

## Principi
L'oggetto della produzione paritaria deve essere modulare. In altre parole, il prodotto deve essere divisibile in moduli, ognuno dei quali può essere prodotto indipendentemente dagli altri. Questo per permette ai partecipanti di lavorare in modo asincrono, ovvero di non dover aspettare il contributo di ciascuno, per proseguire nell'opera o di doversi coordinarsi dal vivo durante l'esecuzione.
Inoltre è essenziale che i moduli siano granulari. La granularità indica fino a che punto gli oggetti possono essere divisi in moduli più piccoli. Diversi livelli di granularità permettono alle persone che hanno diversi livelli di motivazione per lavorare insieme di contribuire a moduli con diversa granularità, corrispondenti al loro livello di interesse nel progetto.
infine una produzione paritaria di successo deve avere un costo di integrazione basso, dove per integrazione si intende il processo col quale i moduli vengono integrati nel prodotto finale. Per questo motivo l'integrazione deve includere dei controlli di qualità per ciascun modulo, e un meccanismo per integrare i contributi nel prodotto finito ad un costo relativamente basso.

## Partecipazione
Nella produzione paritaria basata su beni comuni la partecipazione è spesso volontaria e non è necessariamente legata al pensiero di ottenere un profitto. La motivazione che sta alla base di questo fenomeno va perciò al di là delle teorie capitalistiche tradizionali, che rappresentano gli individui come agenti razionali ed egoisti (homo economicus).
Tuttavia, tale motivazione può essere spiegata con delle teorie alternative, come l'economia comportamentale. Nel suo libro Predictably Irrational, lo psicologo Dan Ariely teorizza che le decisioni delle persone sono influenzate tanto dalle regole di mercato quanto dalle norme sociali. Quindi gli individui vogliono creare valore secondo costrutti sociali, sapendo che non verranno pagati. L'autore porta come esempio una cena per il giorno del Ringraziamento: offrire dei soldi al membro della famiglia che l'ha organizzata lo offenderebbe, perché motivato solamente dal piacere di offrire un regalo alla famiglia.
Analogamente, Yochai Benkler sostiene che i progetti commons-based sono il risultato di individui che agiscono "per la motivazione sociale e psicologica di fare qualcosa di interessante". Continua poi descrivendo un'ampia gamma di ragioni, citando il piacere, l'esperienza gratificante dal punto di vista sociale e psicologico, fino al calcolo di possibili benefici finanziari (non necessariamente legati al progetto stesso).
D'altro canto, il bisogno di collaborare e interagire sta alla base della natura umana, e si è rivelato essere una caratteristica essenziale per la sopravvivenza. Grazie alle tecnologie digitali, l'aumento della velocità e facilità della collaborazione ha provocato la nascita di una nuova tendenza sociale, culturale ed economica chiamata società collaborativa. Questa teoria propone nuove ragioni per cui gli individui partecipano alla produzione paritaria, collaborano con sconosciuti, costruiscono o si integrano in una comunità, o contribuiscono ad un bene comune.

## Produzione paritaria nel mondo informatico
Il free open source software (FOSS) si basa sulla capacità di sviluppo software all'interno di una comunità. Il lavoro è protetto da una licenza di copyright (GPL) che evita l'appropriazione indebita, ma permette a chiunque di contribuire. Il free software è adottato dalle grandi aziende perché si è dimostrato valido sul campo tecnico e non per ragioni ideologiche. Il concetto di free software nacque grazie a Richard Stallman che lo riteneva incompatibile con l'attuale paradigma industriale di produzione; il tipo di licenza da lui ideato, la GPL, venne denominato copyleft. 
Il primo ad avvantaggiarsi di questo tipo di licenza fu Linus Torvalds che costruì il primo kernel di Linux e permise ad altre persone di evolverlo. Il free software diede in seguito luogo al movimento open source per dargli un carattere apolitico. 
Lo sviluppo del software open source si basa sui continui rilasci di nuove versioni, basato sulle segnalazioni e correzioni di bug, trovati autonomamente dai vari utenti. Questo modello funziona su scale di grandezza molto diverse, anche se su scale più grandi tende a vigere una sorta di meritocrazia. Questo fenomeno si espande man mano che computer e connessioni di rete divengono più economiche.

### Esempi di peer production
Tra gli esempi di peer production abbiamo il progetto della NASA Clickworkers per l'identificazione e mappatura dei crateri di Marte. Questo lavoro avviene con un budget ridotto grazie al contributo minimale di molti volontari, che hanno rimpiazzato il pool di ricercatori esperti dedicati, grazie alla modularizzazione del lavoro da fare.
Le potenzialità del web permettono all'utente di ricavare molte informazioni che sta a lui stesso valutare e soppesare. 
Un altro esempio è Wikipedia che combina al suo interno tre caratteristiche:
- Mette a disposizione una piattaforma per la modifica delle pagine (wiki) che tiene traccia delle varie modifiche ed è protetta contro i vandalismi.
- Cerca di usare un punto di vista apolitico.
- La licenza usata è un adattamento della GPL.

Wikipedia non richiede la conoscenza di software complessi, gli utenti si impegnano a lavorare secondo un canone ben preciso di apoliticità e autodisciplina.
Un'altra forma di produzione distribuita di contenuti sono i MMOG (Massive Multiplayer Online Games). Nei MMOG, gli utenti contribuiscono alla trama per divertimento e ci trascorrono il loro tempo.
Per garantire la coerenza e l'attendibilità dei contenuti prodotti dagli utenti, un esempio è il pagerank di Google; esso considera i link diretti ad un sito come i voti di fiducia e indicazione di qualità di un sito. Quindi questi siti verranno posti tra i primi risultati a una ricerca.
Un altro esempio è dato dalla comunità Slashdot, una newsletter per appassionati di tecnologia in cui la correttezza delle notizie viene redatta dagli utenti stessi che moderano e danno indicazioni sull'attendibilità degli articoli riportati e sulla qualità del lavoro svolto dai moderatori, che acquisiscono più o meno privilegi applicativi in base ai feedback degli utenti. Questo è un esempio di come la selezione sull'attendibilità dei contenuti può venir svolta in maniera orizzontale anziché da una squadra di esperti.
Un altro progetto di questo tipo è il Progetto Gutenberg, in cui i volontari scannerizzano e correggono libri per renderli disponibili in forma digitale. Alla base del processo, un volontario effettua al scansione in ASCII e corregge i primi e più evidenti errori poi la correzione verrà portata avanti da altri volontari in base al numero di revisioni già effettuate.
Un ulteriore esempio è dato dalle comunità SETI@home, un progetto di ricerca di vita extraterrestre.che si compone dei computer di migliaia di volontari che mettono a disposizione la loro potenza computazionale in eccesso.
Tutti questi esempi sono progetti non commerciali per il bene comune. I partecipanti spesso sono tali per motivi altruistici e collaborano per uno scopo comune, ma anche per una forma di scambio agonistico che permette a chi collabora di più di acquisire una certa rilevanza all'interno della comunità.
Un'altra applicazione della produzione sociale sono le reti P2P che consentono di conservare enormi moli di dati, basandosi su risorse variegate a basso costo, tipicamente si tratta di eccedenze computazionali che gli utenti finali non sfruttano e che mettono a disposizione del bene comune.
Altri esempi di progetti che usano la produzione paritaria sono:
- OpenStreetMap, un progetto collaborativo finalizzato a creare mappe a contenuto libero del mondo.
- Sourceforge, una piattaforma che fornisce gli strumenti per portare avanti un progetto di sviluppo software in modo collaborativo tra gli sviluppatori.
- Progetto RepRap, un progetto per creare una stampante 3D autoreplicante open source.
- The Pirate Bay, un indice condiviso di file bit torrent (sotto scrutinio legale in Svezia dal febbraio 2009).
- Distributed Proofreaders, che prova e-text letture del pubblico dominio per la pubblicazione nel Project Gutenberg.

## Conseguenze
Ci sono state diverse conseguenze:
- Adattabilità/Specializzazione: con il software libero e open source piccoli gruppi hanno la capacità di adattarsi a un grande progetto a seconda dei bisogni specifici.
- Immortalità: una volta pubblicato il codice sotto una licenza copyleft, il "genio non può più essere rimesso nella bottiglia".
- Fertilizzazione incrociata: gli esperti in un campo possono lavorare a più di un progetto senza incappare in controversie legali.
- Revisioni della tecnologia: una tecnologia dà sviluppo a nuove implementazioni di progetti esistenti.
- Raggruppamento della tecnologia: gruppi di prodotti tendono a raggrupparsi attorno a una serie di tecnologie e ad integrarsi l'una con l'altra.